# Betacixius transversus
Betacixius transversus är en insektsart som beskrevs av Jacobi 1944. Betacixius transversus ingår i släktet Betacixius och familjen kilstritar. Inga underarter finns listade i Catalogue of Life.